# Salvatorii în Australia
Salvatorii în Australia (engleză The Rescuers Down Under) este un film de animație american din 1990 produs de Walt Disney Feature Animation și lansat de Walt Disney Pictures pe 16 noiembrie 1990. Este o continuare a filmului Salvatorii (1977).

## Legături externe
- Site web oficial
- Salvatorii în Australia la AllRovi
- Salvatorii în Australia pe site-ul The Big Cartoon DataBase
- Salvatorii în Australia la Internet Movie Database
- The Rescuers Down Under la TCM Movie Database
- Salvatorii în Australia la Rotten Tomatoes